# Tristar Air

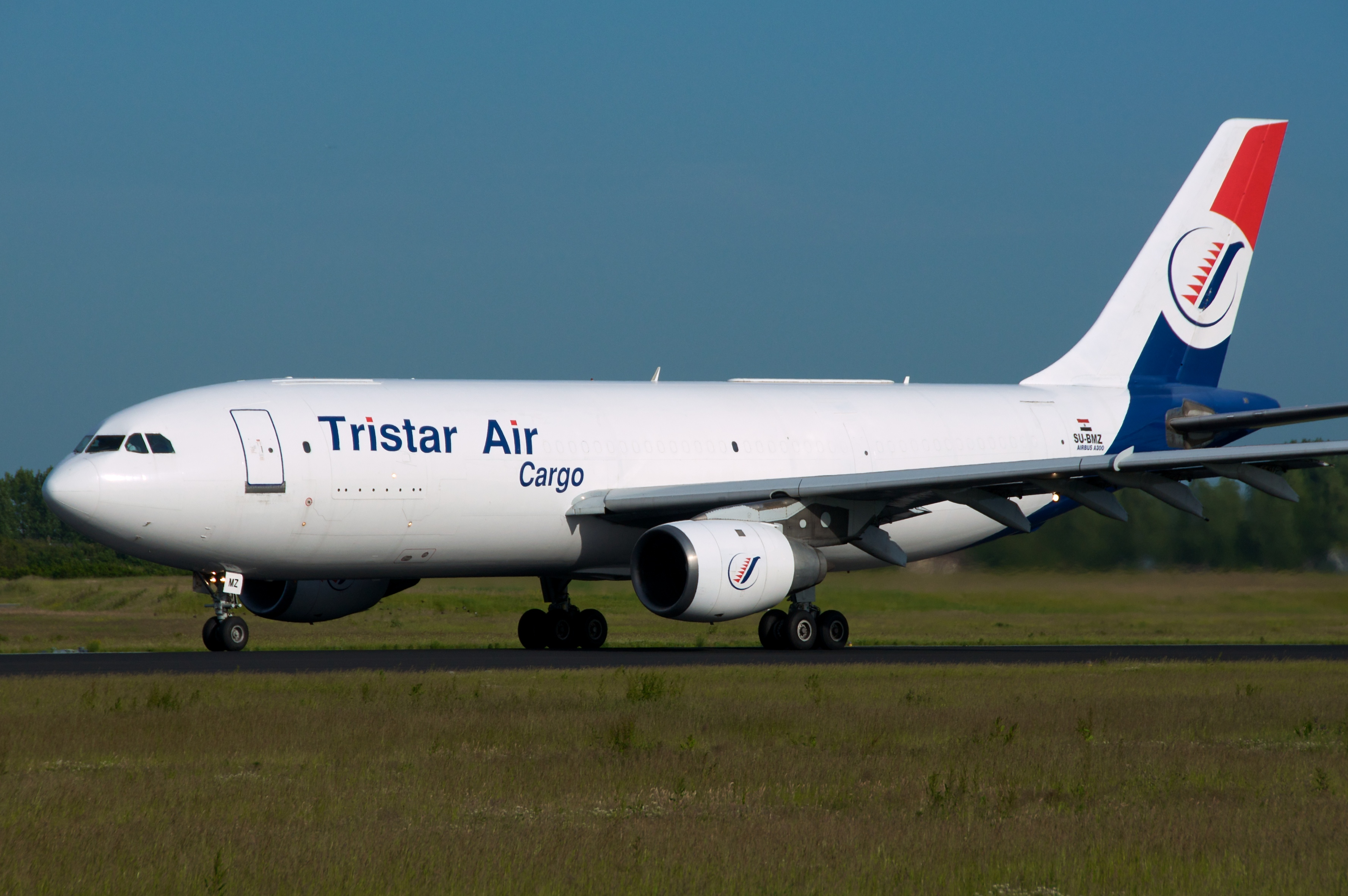
Airbus A300B4-200F авіакомпанії Tristar Air в аеропорту Схіпхол.

Tristar Air — колишня єгипетська вантажна авіакомпанія, що базувалася в столичному місті Каїр. Авіакомпанія виконвала регулярні вантажні перевезення між Каїром, Триполі і Амстердамом. 12 жовтня 2015 року авіакомпанія втратила єдиний літак у аварії і згодом була змушена призупинити всі операції
Авіакомпанія, що базувалася в аеропорту Каїра

## Історія
Авіакомпанія була заснована в 1998 році, до початку перевезення у вересні того ж року. Нею володіють члени сім'ї Мессех — Sobhy Abd El Messeh (98 %), Sabry Botros Messeh (1 %) і Fortunee Botros Messeh (1 %).
У штаті авіакомпанії було 80 осіб.

## Флот
Флот Tristar Air складалася на червень 2010 року з наступного літака:
Бортовий номер єдиного літака: SU-BMZ. Він був випущений в 1981 році і спочатку був поставлений в Air France в лютому того ж року, далі їм володіли Air Jamaica, Jetlink Holland і Khalifa Cargo Airways.

## Зовнішні посилання
- Tristar Air Fleet